# Bruno Mourral
Bruno Mourral, né le 18 juillet 1983 à Port-au-Prince, est un réalisateur, scénariste, acteur et producteur de cinéma haïtien,.

## Biographie
Après un bac scientifique à Port-au-Prince, Bruno Mourral étudie à Bordeaux, Paris, et New York,. De retour en Haïti, il crée la société de production Groupe Muska,.

## Filmographie
- 2006 ː The Parking Finals (court métrage) (producteur, réalisateur, monteur)
- 2007 ː Le Nécrologue (court métrage) (producteur, réalisateur, scénariste, monteur)
- 2009 ː The Bachelor (court métrage) (producteur, réalisateur, scénariste, monteur)
- 2017 ː Kafou (producteur, réalisateur, scénariste, monteur)
- 2024 : Kidnapping Inc. (producteur, réalisateur, scénariste)